# Шипаева, Наталья
Ната́лья Шипа́ева (род. 1967 год) — советская велогонщица.

## Карьера
Спортом начала заниматься в Горловке.
Бронзовый призёр чемпионатов мира 1990 года в командной шоссейной гонке.